# Sceicco

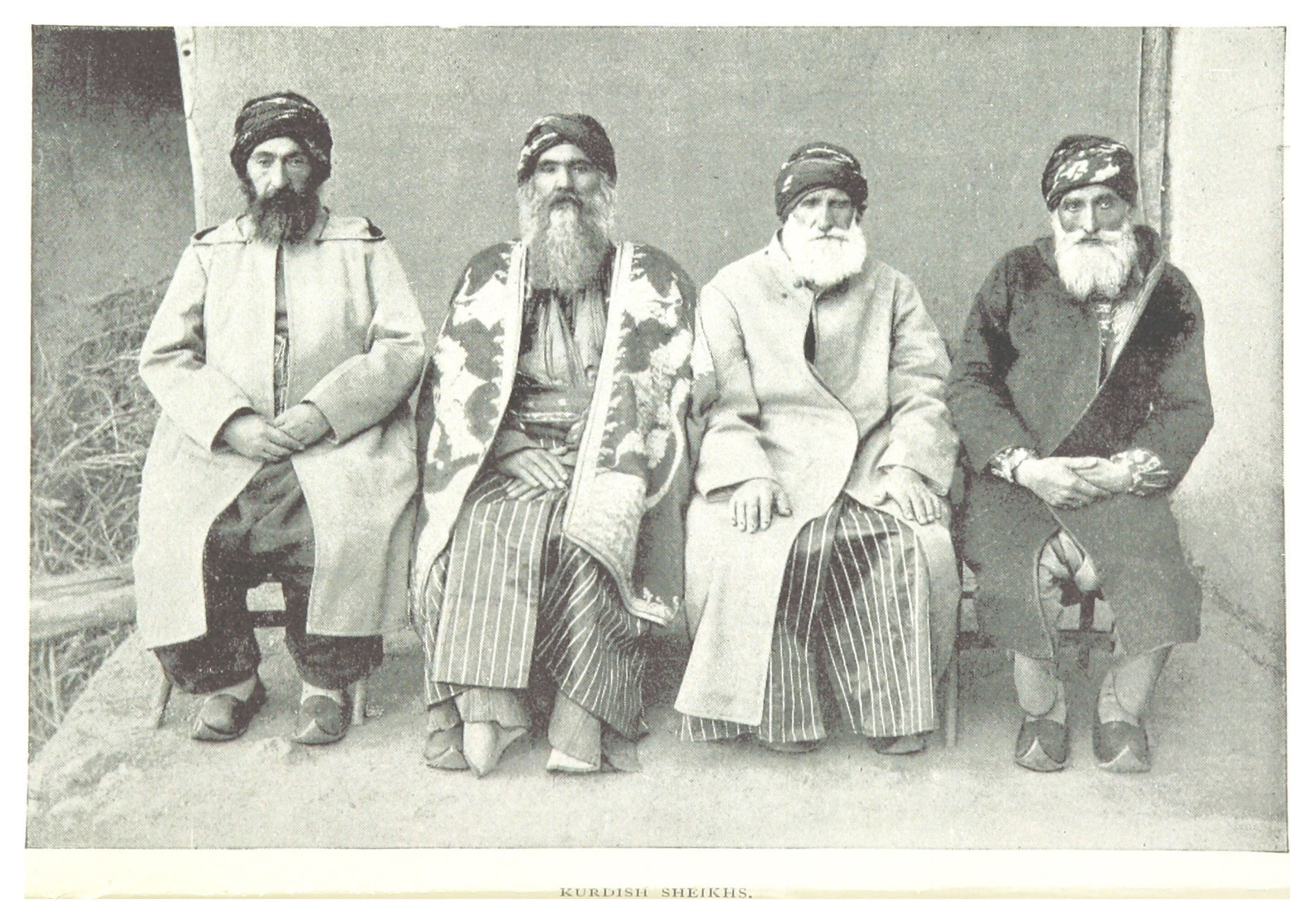
Sceicchi curdi fotografati nel 1895

Sceicco (in arabo شيخ‎?, shaykh) è un termine derivato dall'arabo che letteralmente significa "vecchio" o "anziano", ma che in realtà indica una qualsiasi persona autorevole, a prescindere dall'età. Lo si trova scritto anche cheikh (uso francese) o sheikh (uso inglese). La forma femminile è sceicca (sheikha, shaykha, o šaikha).

## Definizione
In ambiente tribale identifica il capo della tribù (in epoca pre-islamica e islamica antica si usava più spesso il termine sayyid, ovvero "oratore", che oggi è passato invece a significare genericamente "signore"). In entrambi i casi si sceglieva per rappresentare il proprio gruppo la persona più anziana, in virtù della sua maggiore conoscenza delle leggi consuetudinarie (adab) che regolavano la vita del gruppo. Non si sceglieva quindi la persona più valida da un punto di vista fisico o più coraggiosa (perlopiù giovane), a cui veniva solitamente affidata la conduzione del gruppo in battaglia, e che veniva identificato con il termine di raʾīs (in età contemporanea il vocabolo è passato a significare "presidente").
Ciò spiega il grande rispetto che, tanto nella cultura araba precedente all'Islam, quanto in quella islamica, caratterizza le persone anziane, anche nell'età più recente in cui i modelli tradizionali tendono a cedere il passo a modelli culturali d'importazione. Il grande prestigio goduto dalle persone anziane agevolò le prime scelte successorie del profeta Maometto nel periodo cosiddetto "ortodosso" dei primi quattro califfi, in cui si dette il massimo risalto all'anzianità della fede (sābiqa) del candidato e alla matura esperienza.
Al giorno d'oggi il termine è sganciato dalla reale maturità anagrafica ed è sovente impiegato anche per chi sia considerato un Maestro, nei campi più disparati dell'attività umana. In particolare il termine viene usato nel campo degli studi religiosi, assumendo il significato che in contesto occidentale è attribuito al decano, come è per esempio il caso del Grande Imam della moschea-università cairota di al-Azhar, indicato anche come shaykh.
In lingua turca il sostantivo impiegato è pīr o, nell'alevismo, dede (lett. "nonno"). Entrambi i termini trovano ampio impiego nel Sufismo.